# يطروفة قطنية الأوراق
يطروفة قطنية الأوراق أو فل (الاسم العلمي:Jatropha gossypiifolia) هي نوع من النباتات تتبع جنس اليطروفة من الفصيلة الفربيونية.
تنمو في كل من بورتوريكو التابعة للولايات المتحدة الأمريكية وكوينزلاند الأسترالية.

## معرض صور

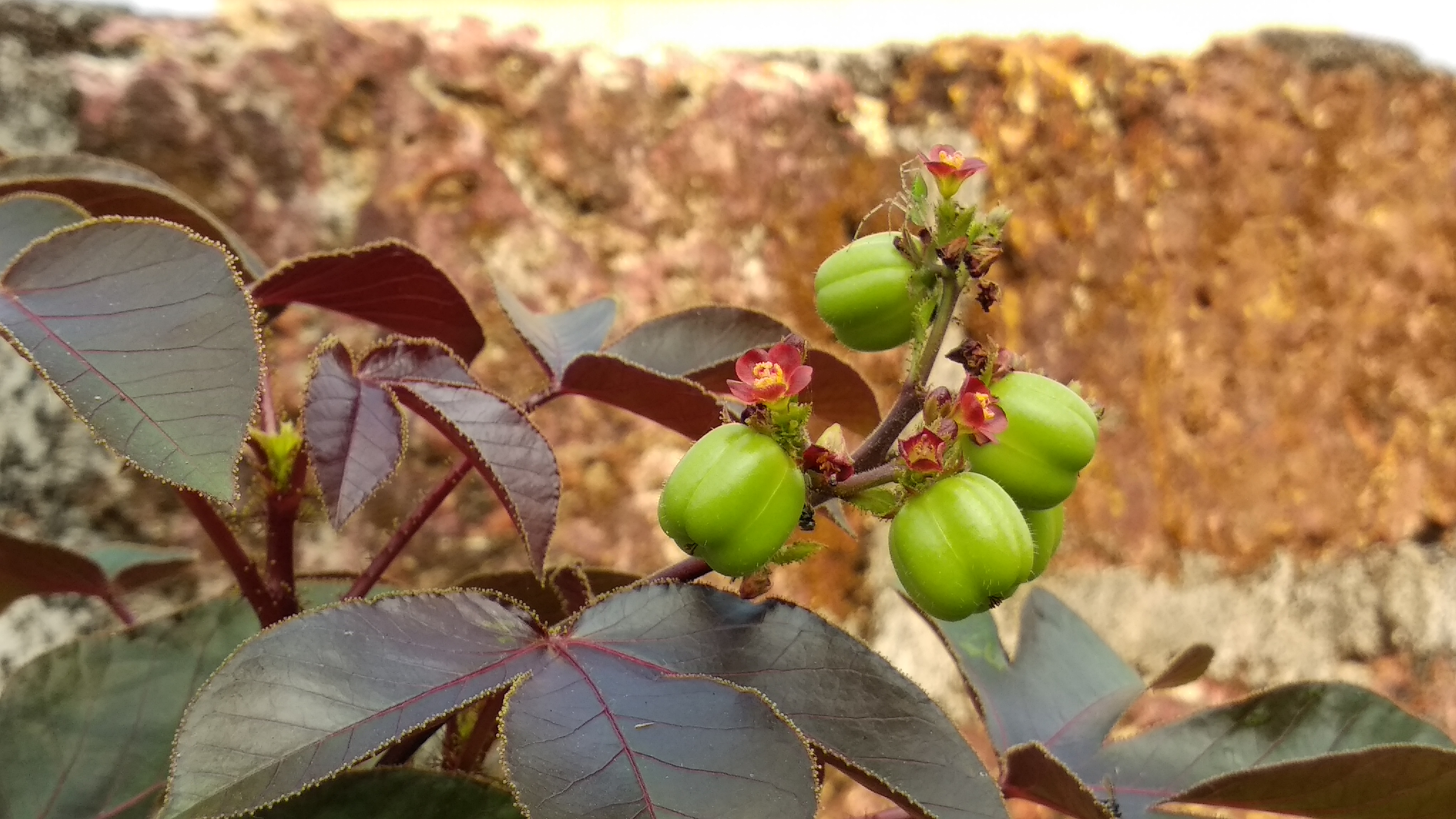
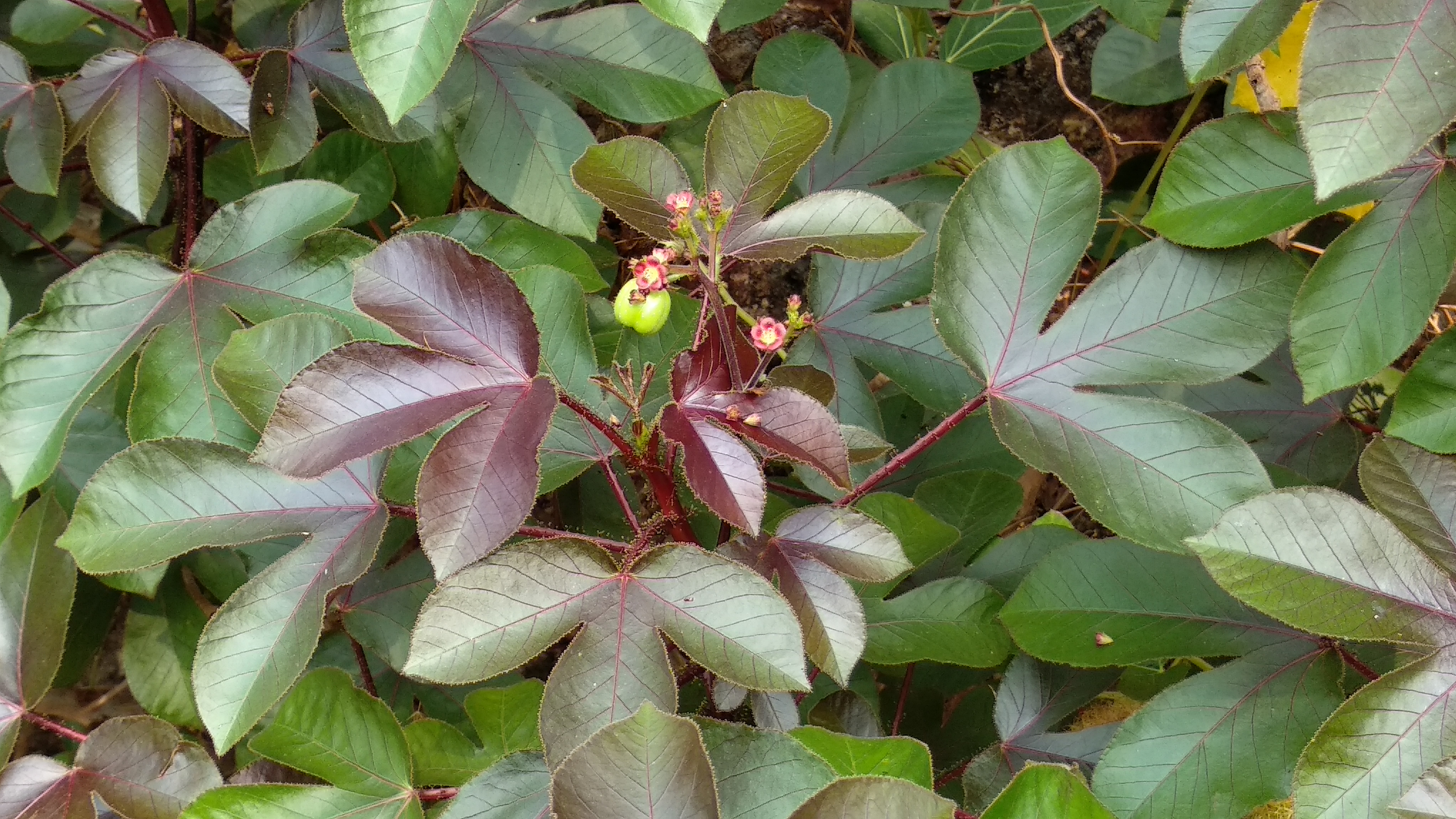
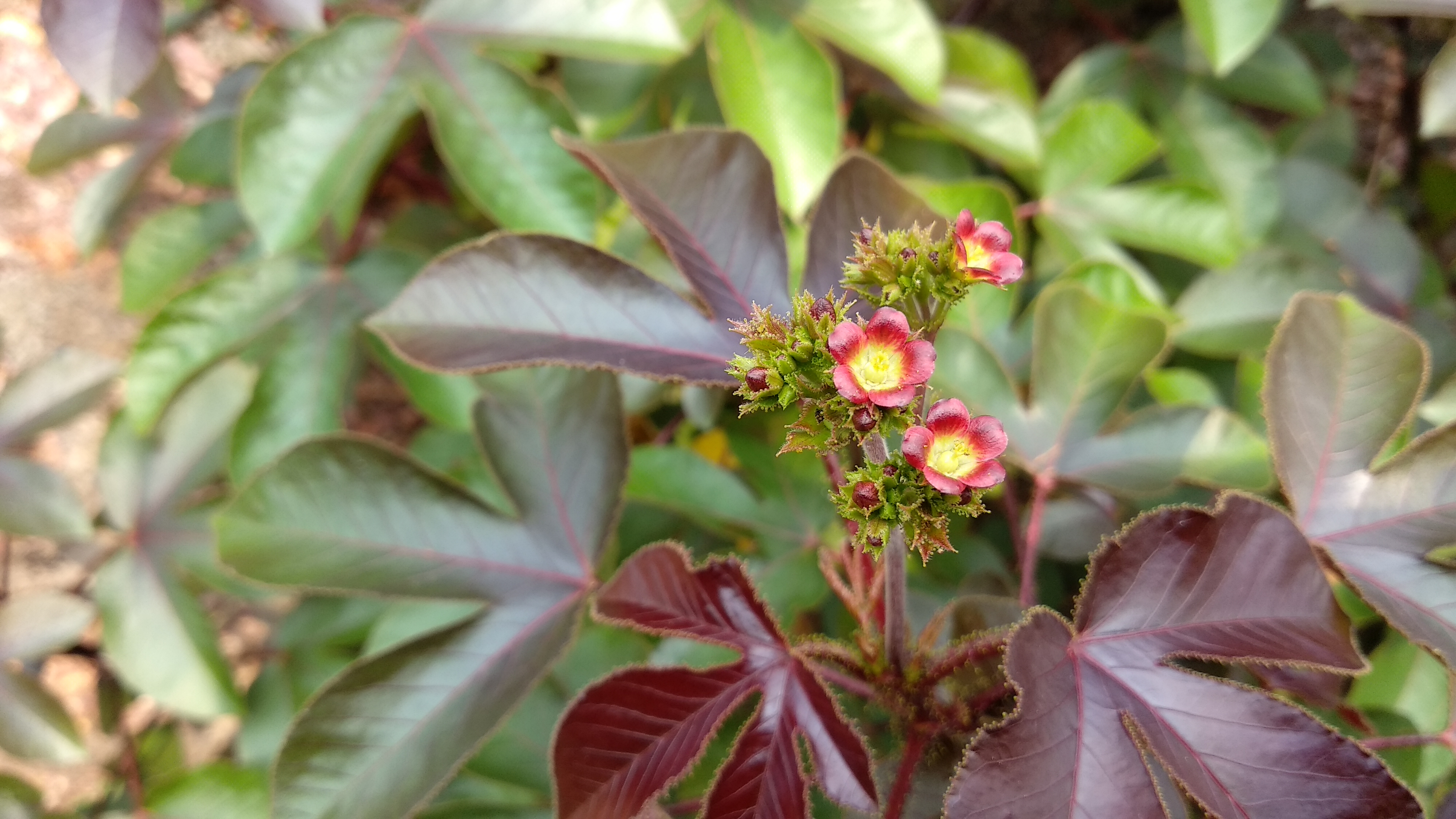